# Тяжёлые крейсера типа «Канариас»
Тяжёлые крейсера типа «Канариас» — единственный тип тяжёлых крейсеров испанского военно-морского флота. Всего были построены 2 корабля: «Канариас» (исп. Canarias) и «Балеарес» (исп. Baleares). Постройка третьего крейсера «Ferrol» отменена в 1929 году.

## История создания
Тяжёлые крейсеры «вашингтонского» типа были заказаны для испанского флота по королевскому декрету от 13.7.1926 года, во время правления Мигель Примо де Риверы. Испания не участвовала в подписании Вашингтонского морского соглашения, но сочла для себя выгодным использовать установленные этим соглашением нормы для крейсеров. После революций 1931 и 1934 годов достройка крейсеров сильно затянулась.

## Конструкция
Конструкция базировалась на конструкции британских тяжёлых крейсеров типа «Кент» и по проекту британского инженера Д. Эйнкорта. Корабли имели мощное вооружение и современную энергетическую установку, а их зенитная артиллерия была самой сильной во всём испанском флоте, но броневая защита крейсеров была весьма несовершенной. Новаторская особенность крейсеров стало введение обтекаемых обводов носовой надстройки и единственной дымовой трубы, сделанные для уменьшения аэродинамического сопротивления.

### Вооружение

#### Главный калибр
Главный калибр крейсеров — восемь 203-мм орудий Mk.D с длиной ствола 50 калибров, размещённых в четырёх двухорудийных башнях с гидравлическим приводом.
Орудия имели традиционную для британского флота «проволочное» скрепление ствола и стреляли снарядами весом 113 кг на максимальную дальность 29 700 м. Башенные установки имели максимальный угол возвышения стволов 70°. Одна башня была изготовлена в Великобритании, остальные производились в Кадисе. Проблемы с их поставкой стали главной причиной долгой достройки кораблей.

## Служба
«Канариас» — заложен 15 августа 1928 г., спущен 28 мая 1931 г., вошёл в строй 18 сентября 1936 г. Служил флагманским кораблём франкистского флота и потопил 34 корабля и судна, включая республиканский эсминец «Альмиранте Фернандис» и советский транспорт «Комсомол». Исключён из состава флота в 1975 г., в 1977 г. продан для разделки на металл.
«Балеарес» — заложен 15 августа 1928 г., спущен 20 апреля 1932 г., вошёл в строй в конце 1936 г., потоплен 6 марта 1938 г. у м. Палос.
6 марта 1938 года к северо-востоку от Картахены близ мыса Палос произошёл бой между эскадрами сторонников Франко — крейсеры «Балеарес», «Канариас», «Альмиранте Сервера» и 4 эсминца и Республиканским флотом — крейсеры «Либертад», «Мендес Нуньес» и 9 эсминцев.
В 0.40 эсминец республиканцев «Санчес» обнаружил франкистские корабли и, сообщив об этом флагману, дал по ним двухторпедный залп. Атака оказалась безуспешной.
В 2.15 республиканские эсминцы «Санчес», «Антекера» и «Лепанто» выпустили соответственно 4, 5 и 3 торпеды по вражеским крейсерам, а «Либертад» вступил в артиллерийскую перестрелку с «Балеаресом» и «Канариасом». Три торпеды «Санчеса» угодили в «Балеарес». Одна торпеда «Лепанто» попала в «Канариас».
Флагманский крейсер «Балеарес» затонул. Франкистская эскадра вышла из боя. «Балеарес» стал первым в истории «вашингтонским крейсером», уничтоженным в бою.